# Präfekturparlamentswahl in Okinawa 2012
Die Parlamentswahl 2012 in der japanischen Präfektur Okinawa fand am 10. Juni 2012 statt, die Wahlkampfperiode (Wahlkampf, Möglichkeit zur vorzeitigen Stimmabgabe, Meldeschluss für Kandidaten) hatte am 1. Juni begonnen. Zur Wahl standen alle 48 Sitze im Präfekturparlament in Naha durch nicht übertragbare Einzelstimmgebung in Mehr- und Einmandatswahlkreisen – in letzteren ist die nicht übertragbare Einzelstimmgebung identisch mit einfacher Mehrheitswahl.
Vor der Wahl setzte sich das Präfekturparlament wie folgt zusammen (Stand: Mai 2012): LDP 15 Mandate, SDP/Netzwerk Verfassung 8, KPJ 5, Kōmeitō 5, Shadaitō/Yui no Kai 5, Kaikaku no Kai 4, DP 2, Shinsei Club 2, Fraktionslos 1. Zum Wahlkampfauftakt gab es insgesamt 63 Kandidaten, davon 15 Liberaldemokraten, sieben Sozialdemokraten, sechs Kommunisten, elf Kandidaten anderer Parteien (DP 3, Kōmeitō 3, Shadaitō 3, NVP 1, Sōzō 1) und 24 Unabhängige. Mangels Gegenkandidaten standen in drei Wahlkreisen fünf Abgeordnete bereits als Wahlsieger fest. Hauptwahlkampfthema war die umstrittene Verlegung des US-Marine-Corps-Stützpunkts Futenma in der Stadt Ginowan. Als Maßstab für das Wahlergebnis wurde gesehen, ob LDP, Kōmeitō und verbündete Parteilose, die zusammen Gouverneur Hirokazu Nakaimas Politik stützen, eine absolute Mehrheit gewinnen können.
Die Wahlbeteiligung erreichte mit 52,5 % einen neuen Tiefstand. „Regierungspolitiker“ – da der Gouverneur direkt gewählt wird, ist er nicht auf eine feste parlamentarische Unterstützung angewiesen –, also LDP, Kōmeitō und nahestehende Kandidaten, gewannen unverändert 21 Mandate, die Präfekturopposition kam auf 27 Mandate. Die DP, die auf nationaler Ebene regiert und in der Zentralregierung die Umstrukturierungspläne des US-Militärs innerhalb Okinawas gegen die Präfekturpolitik durchzusetzen versucht, fiel auf einen Sitz zurück. Die Mehrheit der Oppositionsmandate ging an linke Parteien: Sechs Sozialdemokraten, fünf Kommunisten und drei Shadaitō-Abgeordnete sitzen im neuen Parlament, dazu kommen mehrere Parteilose und ein Mitglied von Sōzō und NVP.